# Астрал Проджекшън
Астрал Проджекшън е електронна музикална група от Израел, нейните произведения са в стил психеделичен и гоа транс.

## История
Астрал Проджекшън се основава през 1989 година, когато Ави Нисим и Лиор Перлмутер създават формацията „SFX“. Година по-късно излиза първият хит сингъл „Monstermama“, издаден от белгийския лейбъл „Music Man“.
Сингълът се приема много позитивно от публиката и се превръща в едни от най-силните клубни хитове за времето си. Скоро след това Лиор заминава за Ню Йорк и основава собствен лейбъл на име „X-Rave Records“. Групата прекарва известно време в САЩ, но през 1994 година окончателно се завръща в Израел.
В края на 1993 година Ави и Лиор се срещат с Гай Себаг и Янив Хавив и заедно създават „Outmosphere Records“, през който издават успешната компилация „Trust in Trance“. Две години по-късно, лейбълът сменя името си на „Trust in Trance“, а Ави, Лиор и Янив се събират в една обща формация.
Така през 1995 година е създаден успешният проект Астрал Проджекшън. Името на групата се налага сред ценителите на електронния жанр, а хитовете „Mahadeva“, „Kabalah“ и „People Can Fly“ изстрелват формацията сред най-добрите на световно ниво. През същата година излиза албумът „The Astral Files“, но скоро след това Янив напуска групата. От този момент до днес зад проектът стоят Ави и Лиор, които заедно композират, аранжират и миксират парчетата си.
През 1997 година излиза албумът им „Dancing Galaxy“, а две години по-късно – „Another World“ и „SFX: The Unreleased Tracks 89 – 94“.

## Състав

### Членове
- Ави Нисим, от 1989 г.
- Лиор Перлмутер, (1989 – 1992) от 1994 г.

### Бивши членове
- Янив Хавив (1993 – 1995)
- Гай Себаг, 1993 г.

## Дискография
- The Unreleased Tracks (1989 – 1994) (as SFX)
- Trust in Trance 1 (1994)
- Trust in Trance 2 (1995)
- Trust in Trance 3 (1996)
- The Astral Files (1996)
- Dancing Galaxy (1997)
- Trust In Trance – The Next Millennium (1998)
- Another World (1999)
- In the Mix (2000)
- Unmixed Vinyl (unofficial) (2000)
- Amen (2002)
- Ten (2004)
- Back To Galaxy (2005)
- The Blissdom EP (2010)
- Open Society EP (2010)
- One EP (2012) (TIP Records)